# Rastenis
Rastenis ist ein litauischer männlicher Familienname.

## Weibliche Formen
- Rastenytė (ledig)
- Rastenienė (verheiratet)

## Namensträger
- Gediminas Rastenis (* 1954), Schachtrainer, Fernschachspieler
- Vytautas Rastenis (* 1952), Politiker, Seimas-Mitglied